# Nils Laache
Nils Jacob Laache, född den 6 november 1831 i Ullensaker (övre Romerike), död den 5 februari 1892 i Trondhjem, var en norsk biskop.
Laache fick torftig folkskoleutbildning, arbetade några år som butiksbiträde i Kristiania, blev student 1855 och teologie kandidat 1858 samt verkade därefter i inre missionens tjänst. Särskilt tog han väsentlig del i redigeringen av uppbyggelsetidningen "For fattig og rig" och ingrep kraftigt i den religiösa väckelserörelse, som på 1850- och 1860-talen gick över landet och är förknippad särskilt med professor Gisle Johnsons verksamhet. Som präst arbetade Laache i Trondhjems stift 1864–78 och därefter i Eidanger; 1883 utnämndes han till biskop över nyssnämnda stift. 
Av hans särskilt utgivna skrifter, som delvis utkommit i många upplagor, märks Om alterens sakrament (1864), Om børneopdragelse (1871; svensk översättning 1872 och 1875) och Husandagtsbog (1883). Kanhända måste hans otaliga bidrag till samtidens uppbyggelselitteratur tilmätas större betydelse, även för väckelsetidens karakteristik.